# 톱사슴벌레
톱사슴벌레는 사슴벌레아과의 톱사슴벌레속에 속하는 곤충이다.몸 길이는 22~70(수), 23~35mm(암)이다. 한국, 중국, 대만, 일본에 분포한다. 전국적으로 분포하며, 졸참나무나 신갈나무  떡갈나무 숲에서 발견된다. 대형 수컷의 큰턱은 매우 크고 아래쪽으로 굽었으나 단지 개체는 짧고 똑바르며 내치가 많아 톱날 모양으로 대형 개체와 많은 차이가 있다. 가을에 번데기가 어른벌레로 변한 후 이듬해 5∼6월까지 번데기방에서 겨울을 보내고 밖으로 나와 생활하다가 3~4개월 후에 죽기 때문에 다른 사슴벌레에 비해 수명은 짧은 편이다. 몸은 적갈색 또는 검은갈색이다. 성충은 주로 7월에 우화하고 밤에 등불에도 날아든다.

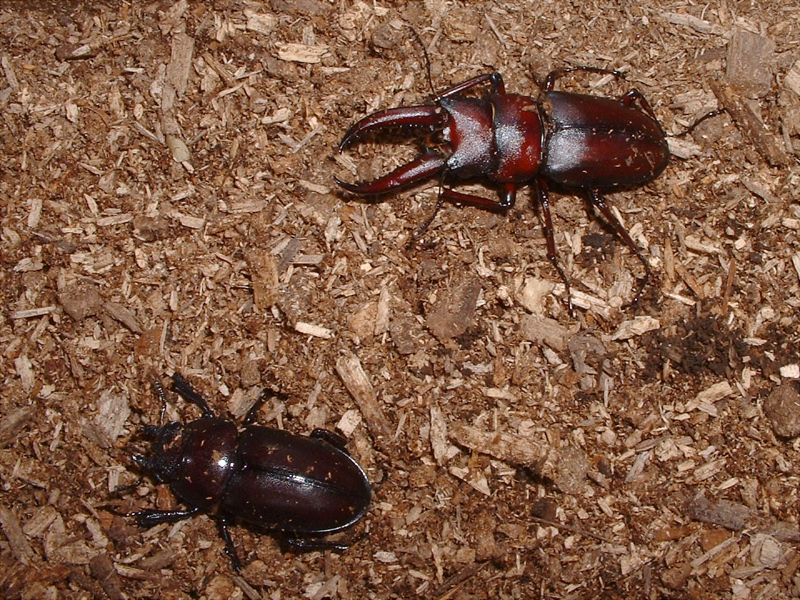
톱사슴벌레 한 쌍
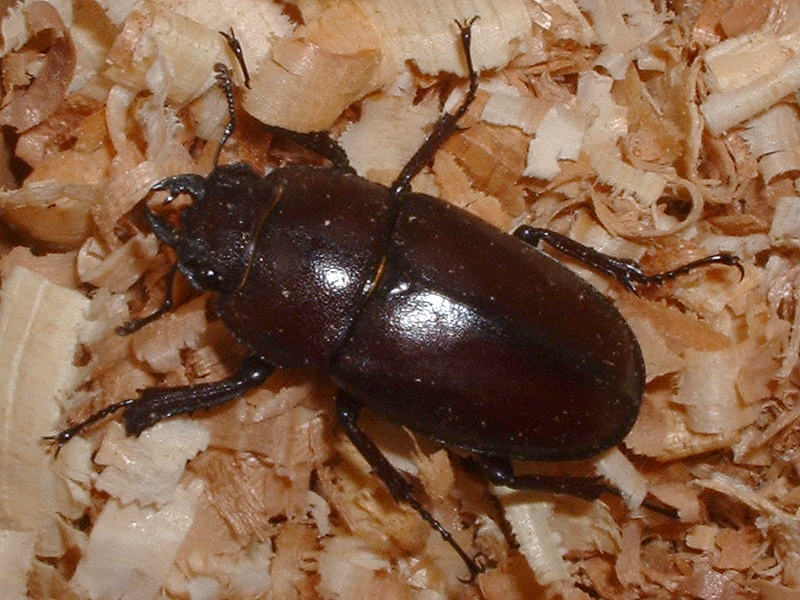
톱사슴벌레 암컷
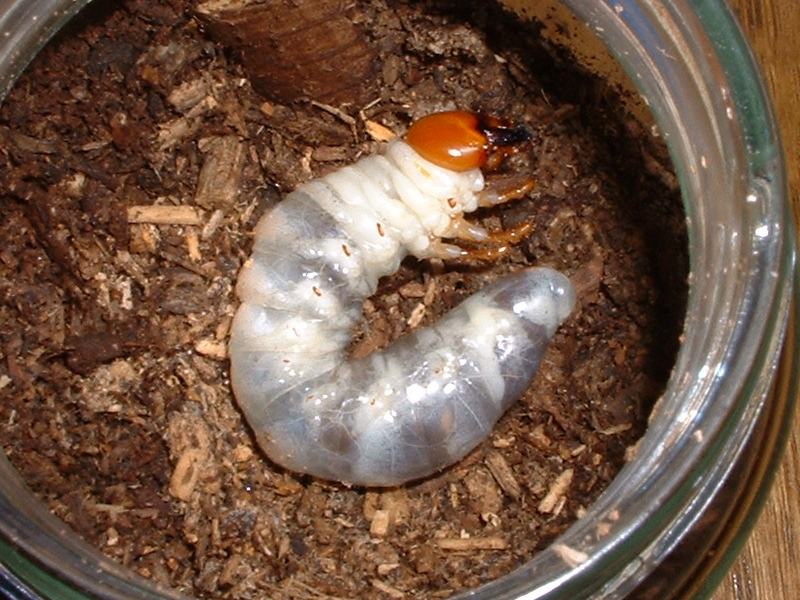
톱사슴벌레 애벌레
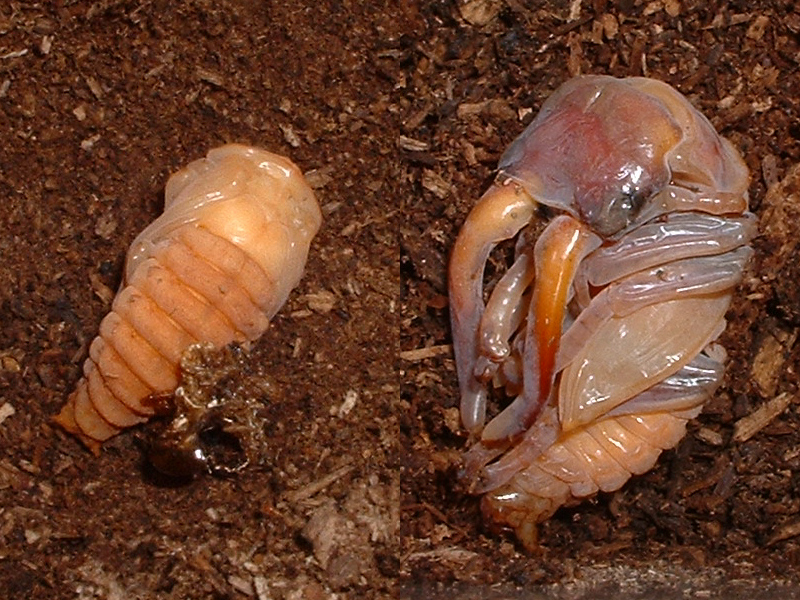
톱사슴벌레 번데기 (둘다 수컷)
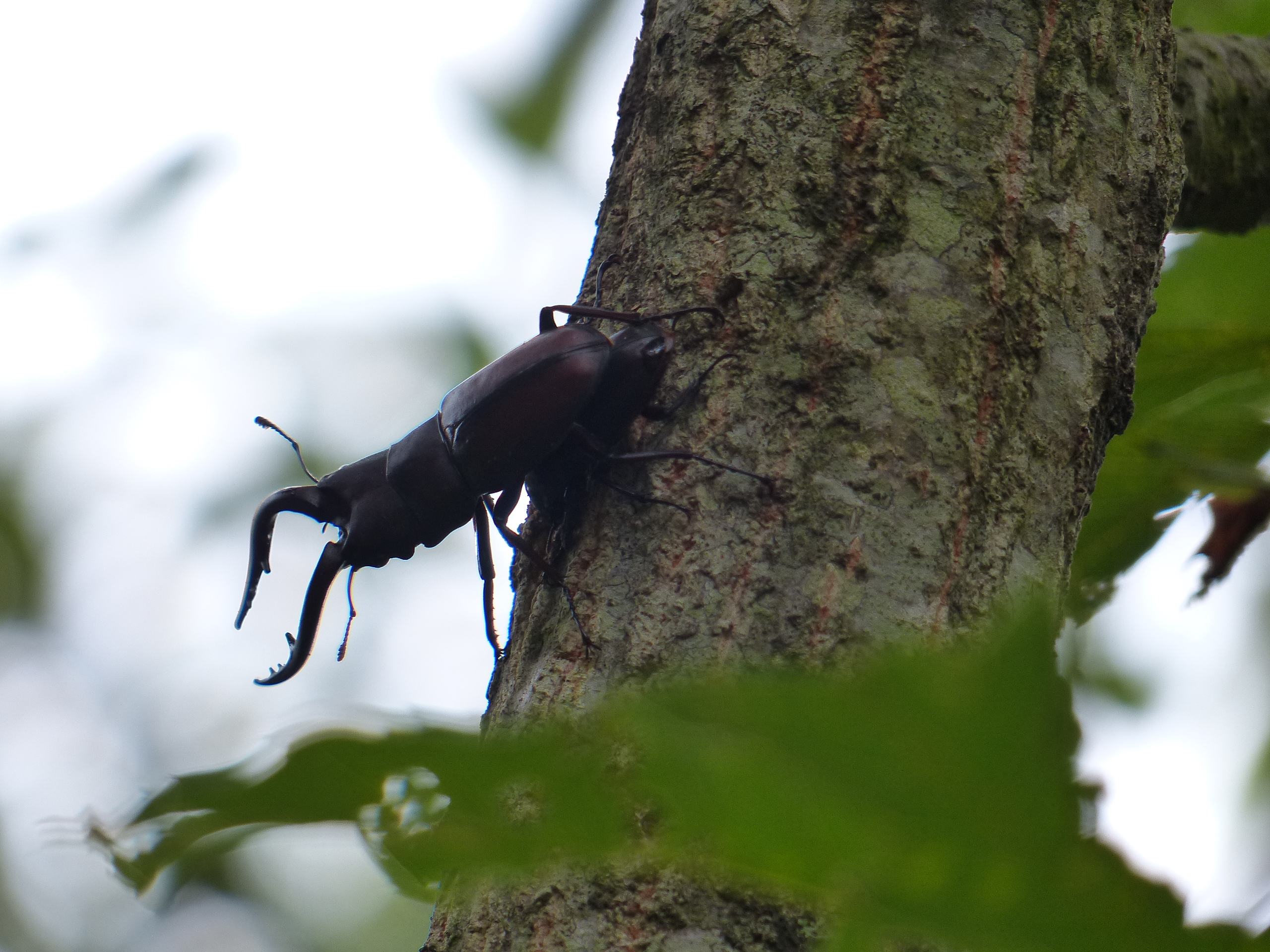
톱사슴벌레.수컷 과 암컷이 짝짓기를 하고 있다 (↑수컷 ↓암컷)
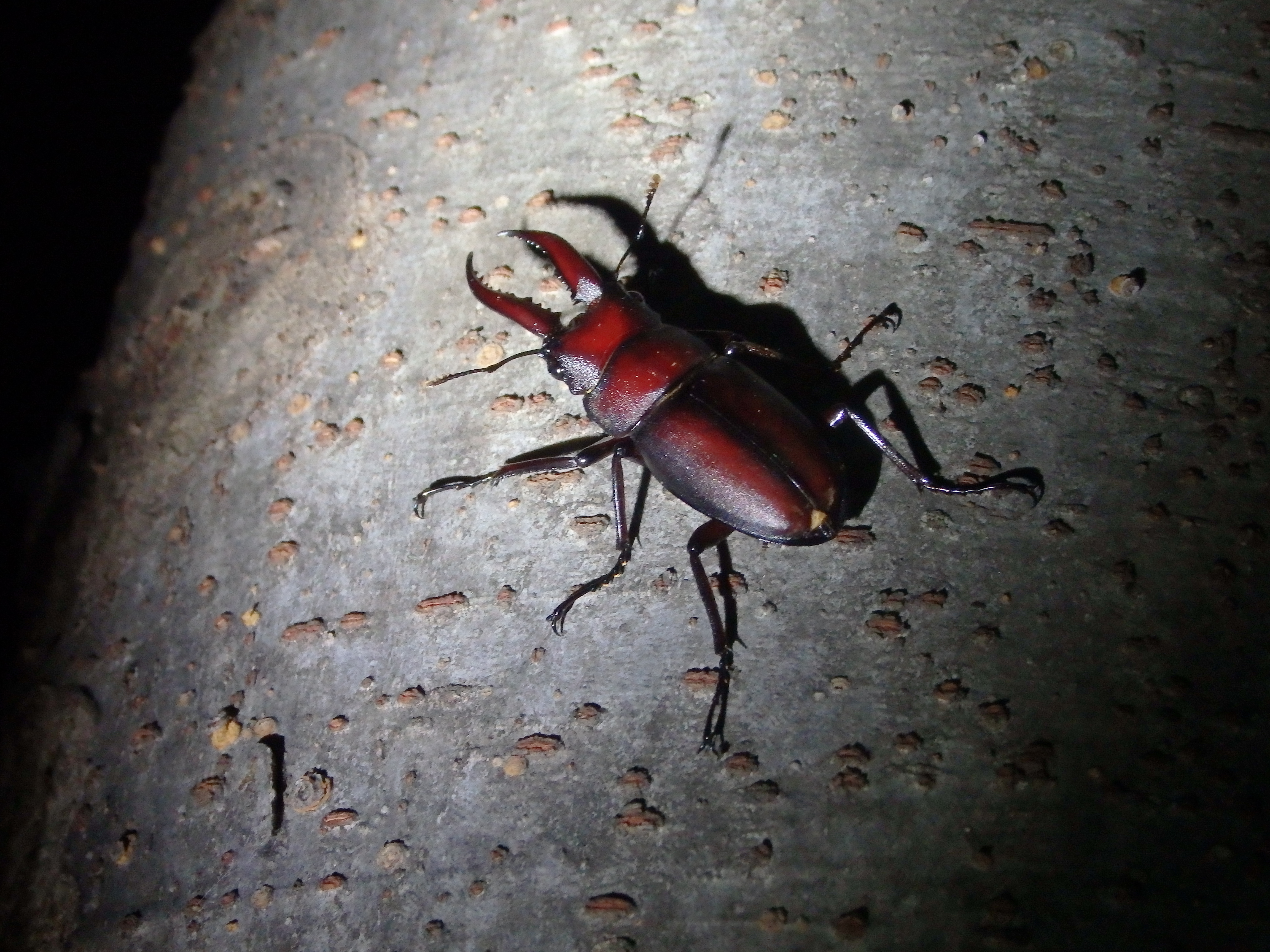
톱사슴벌레 소형 수컷